# Gordon Giovanelli

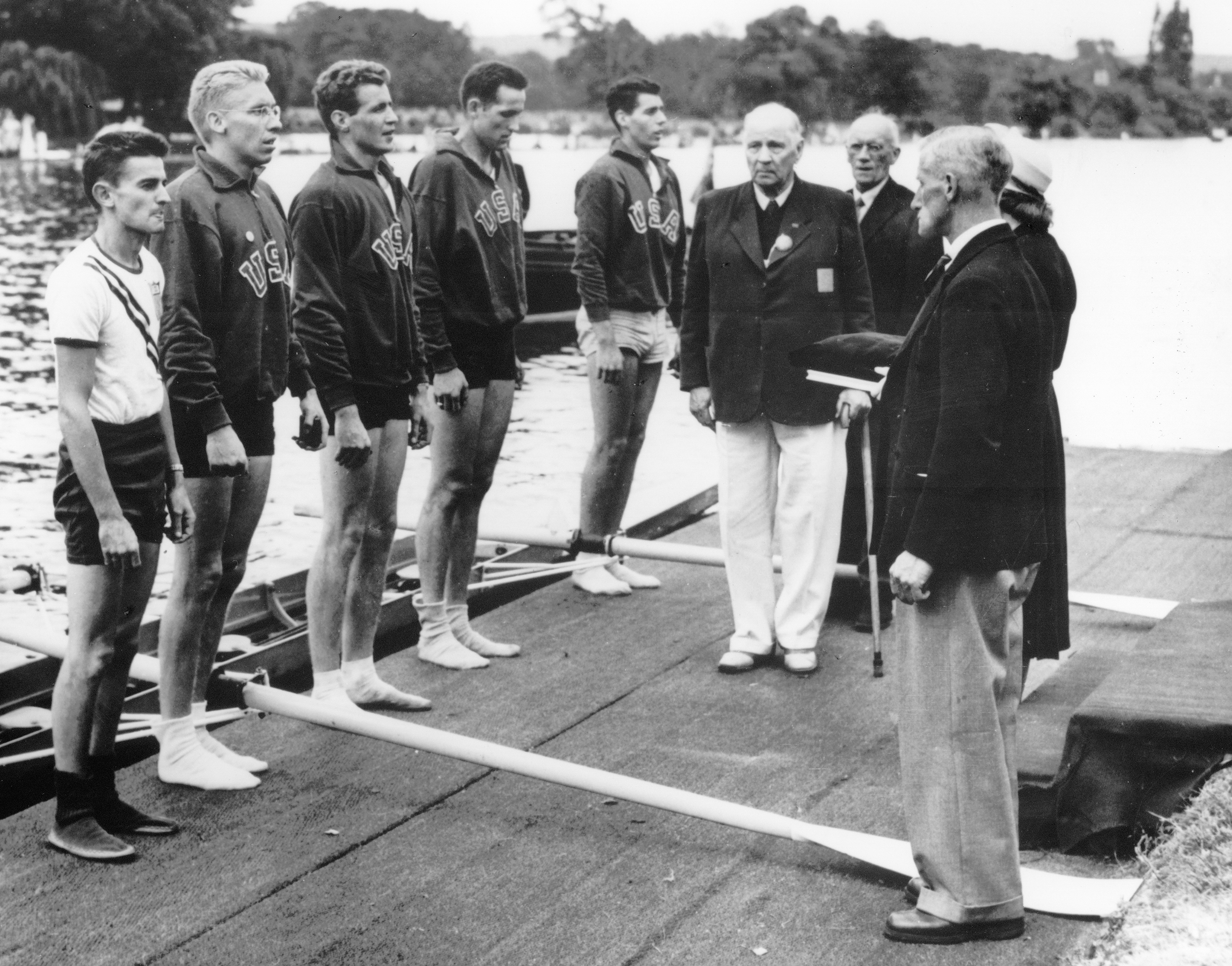
Siegerehrung 1948: (v. l. n. r.) Morgan, Westlund, Martin, Will, Giovanelli

Gordon „Gordy“ Stephen Giovanelli (* 11. April 1925 in Everett, Washington; † 21. Dezember 2022 in Escondido, Kalifornien) war ein US-amerikanischer Ruderer.
Die Washington Huskies, Sportteam der University of Washington, mit Trainer Al Ulbrickson hatten bei den Olympischen Spielen 1936 den siegreichen Achter gestellt. 1948 unterlag der Achter der Huskies dem Boot aus Berkeley bei den US-Studentenmeisterschaften. Für die Olympischen Spiele 1948 in London qualifizierte sich aber der Vierer mit Steuermann der Huskies mit Warren Westlund, Robert Martin, Bob Will, Gordon Giovanelli und Steuermann Allen Morgan. Die Crew gewann sowohl im Vorlauf, als auch im Zwischenlauf und im Halbfinale jeweils mit deutlichem Vorsprung. Im Finale siegten die Amerikaner mit drei Sekunden vor der Schweiz, Bronze ging an das dänische Boot.